# Петер Люксен
Пете́р Берна́р Люксе́н (фр. Peter Bernard Luccin, нар. 9 квітня 1979, Марсель) — французький футболіст, що грав на позиції півзахисника.

## Клубна кар'єра
Народився у Марселі в родині мартинікійця та іспанки. Вихованець клубу «Канн», за першу команду якого дебютував 24 серпня 1996 року у віці 17 років і 4 місяців у матчі Ліги 1 проти «Монпельє» (1:0) і до кінця сезону зіграв у 13 іграх чемпіонату.
В січні 1997 року Петер перейшов у «Бордо», підписавши шестирічний контракт. З командою Люксен двічі доходив до фіналу Кубка французької ліги і в обох випадках доля трофею вирішувалась у серії післяматчевих пенальті. Петер в обох випадках свій удар забивав, але його команда програвала і залишалась без кубку.
1998 року Роллан Курбіс, який запросив гравця до «Бордо», а тепер тренував «Марсель», створював могутню команду, в яку входили такі зірки як Лоран Блан, Крістоф Дюгаррі, Робер Пірес, Фабріціо Раванеллі та інші. Він запросив до команди і Люксена, який став виступати за команду свого рідно міста. Тим не менш клуб із міцним складом не зумів виграти чемпіонат, пропустивши вперед попередній клуб Люксена «Бордо» і зайнявши лише друге місце, тим не менш стала фіналістом Кубка УЄФА 1999 року, а у наступному році вийшла до другого групового етапу Ліги чемпіонів.

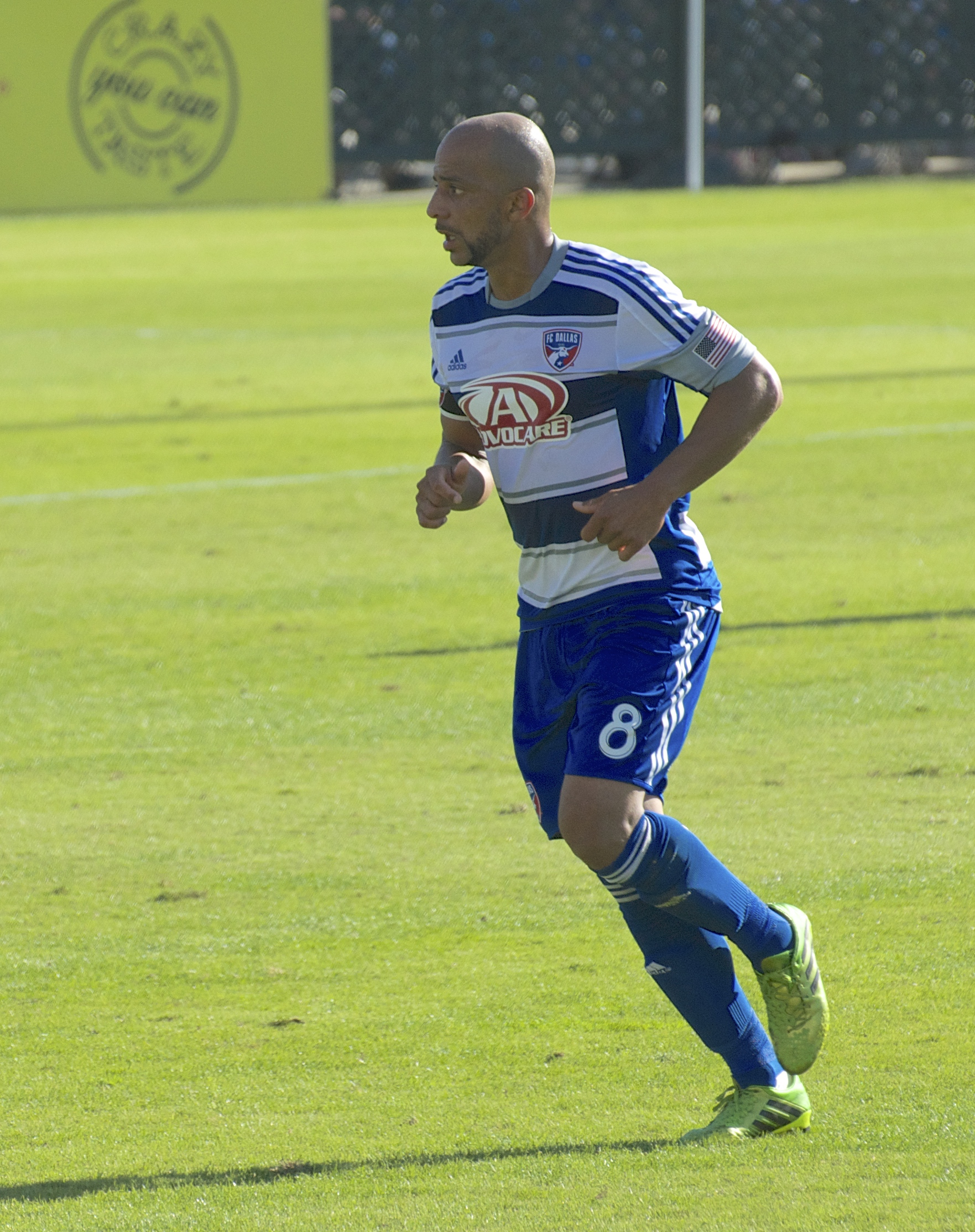
Петер Люксен під час виступів за «Даллас». 26 жовтня 2013 року.

У сезоні 2000/01 Люксен грав за «Парі Сен-Жермен», після чого вирішив відправитись за кордон і став гравцем іспанського клубу «Сельта Віго». У Прімері дебютував 26 серпня у виїзній грі проти «Осасуни» (3:0) і швидко став одним з провідних гравців команди. У 2002 році він посів 5-е місце в чемпіонаті з нею, завдяки чому в сезоні 2002/03 виступав у Кубку УЄФА. У Прімері команді виступила краще ніж минулого року, закінчивши сезон на 4-й позиції. Це дозволило у сезоні 2003/04 Люксену виступати з клубом з Віго в груповому етапі Ліги чемпіонів, але в Ла Лізі команда несподівано посіла 19 місце і вилетіла до Сегунди. Петер за три сезони зіграв в 97 матчах чемпіонату за клуб.
У липні 2004 року Люксен підписав контракт із столичним «Атлетіко», який заплатив 5 мільйонів євро. Дебютував за нову команду 28 серпня в матчі проти «Малаги» (2:0) і майже з того моменту, коли він прийшов у мадридський клуб, Люксен грав у стартовій одинадцятці, але великих успіхів з «матрацниками» він не досяг, а найвища позиція була сьомою у сезоні 2006/07, а наступного року клуб виграв Кубок Інтертото, тим самим потрапивши до Кубку УЄФА 2007/08.
Люксен був підписаний клубом «Реал Сарагоса» в останню хвилину іспанського трансферного вікна в серпні 2007 року, приєднавшись до свого колишнього тренера в «Сельті» Віктора Фернандеса. В цій команді Люксен вперше з'явився 15 вересня в матчі проти «Атлетіка» (1:1) і теж був основним гравцем команди, втім зайняв з нею 18 місце і теж вилетів до Сегунди. В результаті гравця було віддано в оренду в «Расінг», який шукав заміну Альдо Душеру. Провівши в оренді один сезон француз повернувся до «Сарагоси», однак через серйозну травму коліна так і не зіграв жодного матчу і 2010 року покинув клуб.
У жовтні 2011 року, після майже двох років без футболу, Люксен підписав контракт з «Лозанною» з швейцарської Суперліги, але теж через травми виходив на поле рідко, через що ще до завершення сезону у квітні 2012 року покинув команду і знову певний час залишався без команди.
10 грудня 2012 року Люксен став гравцем американського «Далласа», де провів два сезони, зігравши через травми лише 14 ігор у МЛС і у грудні 2014 року покинув клуб leaving two years later after the team declined the option to retain him., завершивши таким чином ігрову кар'єру.

## Виступи за збірні
1995 року дебютував у складі юнацької збірної Франції (U-17). У 1997 році з командою до 20 років виграв Турнір у Тулоні, після чого поїхав і на молодіжний чемпіонаті світу 1997 року в Малайзії, де французи із Люксеном вилетіли у чвертьфіналі, а він забив на турнірі два голи. Загалом на юнацькому рівні взяв участь у 28 іграх, відзначившись 5 забитими голами.
Протягом 1997—2001 років залучався до складу молодіжної збірної Франції. На молодіжному рівні зіграв у 17 офіційних матчах, забив 1 гол.